# 鎮江新区
鎮江新区（ちんこうしんく）は、中華人民共和国江蘇省鎮江市に位置する開発区。正式名称は鎮江経済技術開発区。市の出先機関である鎮江新区管理委員会により管理されている。鎮江市の東部にある。

## 行政区画
- 街道：大港街道、丁卯街道
- 鎮：大路鎮、姚橋鎮、丁崗鎮